# Rudolf Kolarič
Rudolf Kolarič, slovenski jezikoslovec, * 14. april 1898, Ilovci, † 7. junij 1975, Ljubljana.

## Življenjepis
Njegov oče je bil kmet Jurij Kolarič, njegova mati pa je bila kmetica Terezija Špendija. Obiskoval je gimnazijo v Mariboru (1911-1912) in Ljubljani (1912–1919) ter leta 1923 diplomiral iz slavistike, germanistike in primerjalnega jezikoslovja na ljubljanski Filozofski fakulteti (FF) in prav tam istega leta tudi doktoriral ter se nato strokovno izpopolnjeval v Pragi (1924-1925). Od leta 1920 do 1927 je bil asistent slavistične stolice na FF, profesor na klasični in realni gimnaziji v Ljubljani (1927-1947), nato znanstveni sodelavec SAZU (1947-1958) ter obenem predavatelj dialektologije na ljubljanski univerzi in nazadnje redni profesor slovenistike na Univerzi v Novem Sadu (1958-1968).

## Delo
Kolarič je združeval tako raziskovalno kot tudi popularizatorsko jezikovno dejavnost. Objavil je okoli 175 samostojnih del, razprav in člankov. Proučeval je vzhodna slovenska narečja. Bil je član skupine, ki je od 1934 do 1945 pripravljala učbenike slovenščine za šolo, nato slovnice tudi za širšo uporabo ter nazadnje Slovenski pravopis (1950, 1962). Oskrbel je tudi življenjepise in bibliografije znamenitih jezikoslovnih in literarnozgodovinskih znanstvenikov (F. Miklošiča, I. Prijatlja, F. Ramovša in L. Tesnièrea). 